# Папова чесма
Папова чесма се налази на данашљем Централном тргу у Пироту.
Подигли су је 1905. године цариградски Јевреји, браћа Нисим и Јаков Папо у знак захвалност Пироћанцима. Међу Пироћанцима су познати као једни од првих извозника качкаваља и млечних производа којима су снабдевали турско тржиште. Одлуком локалне скупштине, Јаков Папо је 1923. године проглашен прочасним грађанином општине Пирот узбог заслуга за развој трговине и извоза качкаваља.